# Dietrich von Müller
Dietrich von Müller (ur. 16 września 1891 w Malchowie, zm. 3 stycznia 1961 w Hamburgu) – niemiecki generał, uczestnik I i II wojny światowej, w tym agresji na Polskę i Francję oraz ataku na Związek Radziecki.
W armii niemieckiej służył od 1916 roku. W czasie II wojny światowej dowodząc 5 Pułkiem Piechoty uczestniczył w agresji na Polskę i Francję oraz ataku na Związek Radziecki. Następnie zostaje wykładowcą w Szkole Wojsk Pancernych w Krampnitz. Na jesieni 1944 roku powierzono mu dowództwo 16 Dywizją Pancerną, z którą zajął pozycje w rejonie przyczółka baranowsko sandomierskiego obsadzając odcinek frontu między Kurozwękami a Łagowem. Po walkach z Armią Czerwoną w czasie ofensywy styczniowej, dowodzona przez niego dywizja została zredukowana do grupy bojowej. 19 kwietnia 1945 roku Dietrich von Müller został wzięty do niewoli przez partyzantów z 1 Czechosłowackiej Brygady Partyzanckiej im. Jana Žižky.

## Ordery i odznaczenia
- Krzyż Rycerski Krzyża Żelaznego